# Yan Maresz

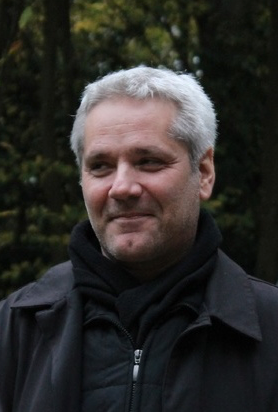
Yan Maresz

Yan Maresz (* 14. November 1966 in Monaco) ist ein monegassisch-französischer Komponist.

## Leben und Wirken
Maresz studierte Klavier und Schlagzeug an der Musikakademie von Monte-Carlo. Daneben erlernte er autodidaktisch das Gitarrespiel und wurde 1983 der einzige Schüler von John McLaughlin. Von 1984 bis 1986 studierte er Jazzmusik am Berklee College of Music in Boston, danach bis 1992 Komposition bei David Diamond und Milton Babbitt an der Juilliard School of Music. 1994 besuchte er das Kompositions- und Computermusik-Kursprogramm unter Tristan Murail am IRCAM.
Maresz erhielt u. a. den Rossini-Preis der Akademie der Schönen Künste von Paris (1992) und den Hervé-Dugardin-Preis (1994). Er war Artist in Residence der Académie de France in der Villa Medici in Rom und composer in residence am Konservatorium von Strasburg (2003–04). Seit 1997 wirkt er als Gastprofessor und Komponist am IRCAM. Daneben unterrichtet er als Gastprofessor an der McGill University in Montreal und gibt Meisterklassen in Europa und den USA. Seit 1999 arbeitet er auch als Instrumentator und Arrangeur für McLaughlin.

## Werke
- Parmi les étoiles fixes...  für großes Orchester, 1991
- Mosaïques für Orchester, 1992
- Circumambulation für Flöte, 1993
- Metallics für Trompete und Elektronik, 1995
- Séphire für Klarinette und kleines Orchester, 1997
- Cascade for Donna Lee für Klavier, 1997
- Zigzag Etudes für Orchester, 1998
- Entrelacs für sechs Instrumente, 1998
- Eclipse für Klarinette und vierzehn Instrumente, 1999
- Festin für zwölf Schlagzeuger, 1999
- Instantanés für Streichorchester, 2001
- Metal Extensions für Trompete und Ensemble, 2001
- Volubile für Klavier, 2001
- Titube für Tuba, 2001
- Frammenti für Gitarre, 2001
- Passeggiata II, Kinderstück, 2001
- Passeggiata I, Kinderstück, 2002
- Recto für Orchester, 2003
- Verso, Musik für das Ballett „D'une rive à l'autre“ von Jean-Christophe Maillot für Tonband, 2003
- Sul Segno für Harfe, Gitarre, Cymbalum, Bass und Live-Elektronik, 2004
- Tabula Smaragdina für Kammerchor (Text von Hermes Trismegistos), 2004
- Silhouettes für Streichorchester, 2005
- Link für Flöte, Klarinette, Violine, Cello und Sampler, 2005
- Network für sechs Schlagzeuger, 2005
- Paris qui dort, Musik für den Film Paris schläft von René Clair (1925) für kleines Ensemble und Elektronik, 2005
- Étude d’impacts, 2006